# Nizina Wenecka
Nizina Wenecka (wł. Pianura Veneta) – nizina w północno-wschodnich Włoszech, nad Morzem Adriatyckim; najniżej położona i najbardziej płaska część Niziny Padańskiej. Nie wznosi się powyżej 100 m n.p.m. Zbudowana jest głównie z gliniastych i ilastych osadów. Stanowi ważny region rolniczy. Występuje gęsta sieć kanałów melioracyjnych. Główne miasta niziny to Wenecja, Padwa i Werona.